# カワキタエクスプレス
株式会社カワキタエクスプレスは、三重県亀山市白木町に本拠を置く運送会社（陸運）。スポット・混載便等のトラック輸送業務、日本国内・海外の引越業務、国際物流、その他、物流全般を扱う。2008年、中小企業IT経営力大賞 審査委員会奨励賞受賞。

## 概要
1998年（平成10年）2月4日に設立。愛知から大阪までの近・中距離のトラック輸送業務、国内・海外の引越業務の2の事業をメインに展開。特に海外引越で強みを持つ。「当たり前のことをやる」を会社の方針とし礼儀、マナーなどの人材育成に注力。
創業当初は軽貨物事業を中心としていたが、海外引越事業は、阪神・淡路大震災時に神戸に赴いたことがきっかけで、開始。海外の業者との提携により行われる。その他、愛知県から大阪までの近・中距離の輸送では緊急のスポットが中心。同社のトラックはすべてオートマチック車を採用している。

### 働き方改革への取り組み
特に働き方改革へのユニークな取り組みがメディアの注目された。同社の離職率の低さ、過去の常識にとらわれない人事方針や給与体制を敷く。2024年問題といわれる2024年4月の時間外労働時間の上限規制の導入にもかかわらず、同社の離職率は5％という低水準を維持した。また、全国の大型トラックドライバーの平均年齢が49.9歳であるのに対し、同社は29.9歳で20代の社員が7割を占める。経験者採用が当たり前の業界にあり、34人の社員の3分の一が新卒採用である。
運送業界の常識である歩合制を月給制への変更、SNSでダンス動画を配信するなどユニークな試みで20代社員を獲得。長時間労働が常識の業界に休暇の取得を推進。2019年からは男性育児休業制度を導入し、取得率100%を達成。女性ドライバーにはネイルなど使途自由の年1万円のコスメ手当を導入するなどユニークな試みを導入。こうした同社の働き方改革の試みは、2024年12月、NHK津放送局により、取り上げられた。SDGsでは、17ゴール・32ターゲットで取り組みを行っている。
同社の現在の企業姿勢は、創業者川北辰実のドライバーの大量離職など多くの挫折などの経験に基づくもので、特に投資の失敗後に船井幸雄の著書に出会ったことが影響しているという。組織改革時には大量退職と業績悪化の危機に直面したが、安全研修以外に「礼儀、マナーなどの人材育成を行った。150人以上もの社員が会社を去るのを見送ったが、「教育で人は変わらない」と悟ったという。トラックドライバーの地位の向上と運送業のイメージを変える目的で応援ソングを制作を行ったり、TikTok、YouTubeなどのSNS投稿やポッドキャスト配信などを通じ、発信している。

## 沿革
- 1989年 - 5月、ホンダ技研工業の関連会社出身の川北辰実が宅配便配達の請負業務を開始。
- 1990年 - 1月、亀山市本町にて、軽貨物運送事業(三陸輸第4701号)として屋号「カワキタエクスプレス」で営業開始。
- 1995年 - 10月、納品代行業務開始。2ｔ車導入。
- 1991年 - 11月、事業拡大のため、亀山市椿世町に移転。
- 1996年
  - 2月、第2倉庫建設。
  - 5月、海外引越梱包業務開始。
- 1997年 - 2月、4ｔ車初導入。
- 1998年 - 2月、一般貨物運送事業(中運自貨二第33号)として、株式会社カワキタエクスプレスに組織変更。
- 1999年 - 12月、保管用倉庫の拡張。
- 2001年
  - 2月、求貨求車のマッチングを行う目的でロジネット協同組合設立、加盟。
  - 3月、宅配事業エリア拡大の為、鈴鹿市東玉垣町にて、鈴鹿営業所開設。
- 2002年
  - 1月、法人として貨物軽自動車運送事業(三陸輸第1903号)許可取得。
  - 10月、宅配事業撤退。
  - 11月、一般輸送部門本格稼動。
- 2003年
  - 4月、鈴鹿営業所閉鎖。
  - 9月、15ｔ車初導入。
- 2004年 - 6月、中小企業経営革新支援法(第270号)承認。
- 2005年 - 7月、貨物自動車利用運送事業（中運自貨第314号）認可。
- 2007年 - 11月、倉庫・事務所を拡張。本社を亀山市白木町に移転。
- 2008年
  - 1月、東紀州ネットワーク協同組合加盟。
  - 2月、中小企業IT経営力大賞　審査委員会奨励賞受賞。
- 2009年  - 5月、日本海外引越協会（JIMA）正会員として加盟。

## 主要取引先
- アートコーポレーション
- 近物レックス
- 住電装サービス
- ジャパンエキスプレス
- 正和製菓
- 大信物流輸送
- 西濃運輸
- 東海紙器
- 日本空輸

他、約150社。

## メディア
- 2024年12月10日、NHK津放送局「まるっと!みえ」 - 「リポート・若手ドライバーが集まる運送会社」[8]
- 2025年3月8日、FM愛知「GLOBAL　R-VISION」（川北辰実、安藤竜二、高橋萌）[3]